# Birmingham Post
Birmingham Post è un settimanale con sede a Birmingham, in Inghilterra, e distribuito in tutta la regione delle Midlands Occidentali. Pubblicato per la prima volta con il nome di Birmingham Daily Post nel 1857 ha svolto un ruolo influente nella vita e nella politica della città. Di proprietà di Reach plc, nel giugno 2013 ha lanciato un'edizione quotidiana per tablet chiamata Birmingham Post Business Daily.